# Mentoclaenodon walbeckensis
Mentoclaenodon walbeckensis és una espècie extinta de mamífer de la família dels arctociònids que visqué a Europa durant el Paleocè. Se n'han trobat restes fòssils a Alemanya. Es tracta de l'única espècie del gènere Mentoclaenodon, que anteriorment també contenia l'espècie actualment classificada com a Arctocyon acrogenius.